# Nevalahdensaari
Nevalahdensaari är en halvö i Finland. Den ligger i sjön Sinervä och i kommunen Muldia i den ekonomiska regionen  Keuru ekonomiska region  och landskapet Mellersta Finland, i den centrala delen av landet, 250 km norr om huvudstaden Helsingfors.